# 西藏大戟
西藏大戟（学名：Euphorbia tibetica）为大戟科大戟属的植物。分布在中亚、印度、巴基斯坦以及中国大陆的新疆、西藏等地，生长于海拔2,500米至5,000米的地区，一般生于干旱、沙滩、沙地、高海拔沙漠和半干旱的生境，目前已由人工引种栽培。